# Que nos quiten lo bailao (película)
Que nos quiten lo bailao es una película cómica española de 1983, dirigida y escrita por Carles Mira y protagonizada por los actores Joan Monleón, Guillermo Montesinos y Empar Ferrer. Su trama se centra en la convivencia de cristianos y musulmanes en un pequeño pueblo localizado en el antiguo reino de Valencia entre los siglos XV y XVI. 

## Producción
La película contó con un presupuesto de 29 millones de pesetas, además del millón y medio subvencionado por la Diputación de Valencia para que fuera doblada al valenciano. Fue filmada durante seis semanas en la sierra de Aitana y en la localidad de Luchente, Valencia, cuyos habitantes colaboraron con el equipo técnico en la restauración de un antiguo convento con el fin de usarlo como escenario para representar una alcazaba y un castillo; además, se realizó una selección entre los habitantes para que formaran parte del reparto. Como muestra de agradecimiento por su ayuda, el cineasta Mira eligió la localidad para el estreno mundial de la película.
La banda sonora fue compuesta por Enric Murillo, con la colaboración del grupo Carraixet, Mamen García y Joan Monleón.

## Reparto
- Amando Beltrán, como Don Fernando.
- Enric Benavent, como Fray Jacinto.
- Elionor Calatayud, como Isabelita.
- Empar Ferrer, como la marquesa de Mocorroño.
- Joan Monleón, como Alkanfor.
- Guillermo Montesinos, como el sultán Aben Amir Al Parrus.
- Fernando Planelles, como el marqués de Mocorroño.
- Celia Zaragoza, como Zoraida.